# Portulaca pilosa
Portulaca pilosa är en portlakväxtart som beskrevs av Carl von Linné. Portulaca pilosa ingår i släktet portlaker, och familjen portlakväxter.

## Underarter
Arten delas in i följande underarter:
- P. p. decipiens
- P. p. lakhonensis
- P. p. pilosa
- P. p. sundaensis
- P. p. villosa
- P. p. tuberosa

## Bildgalleri

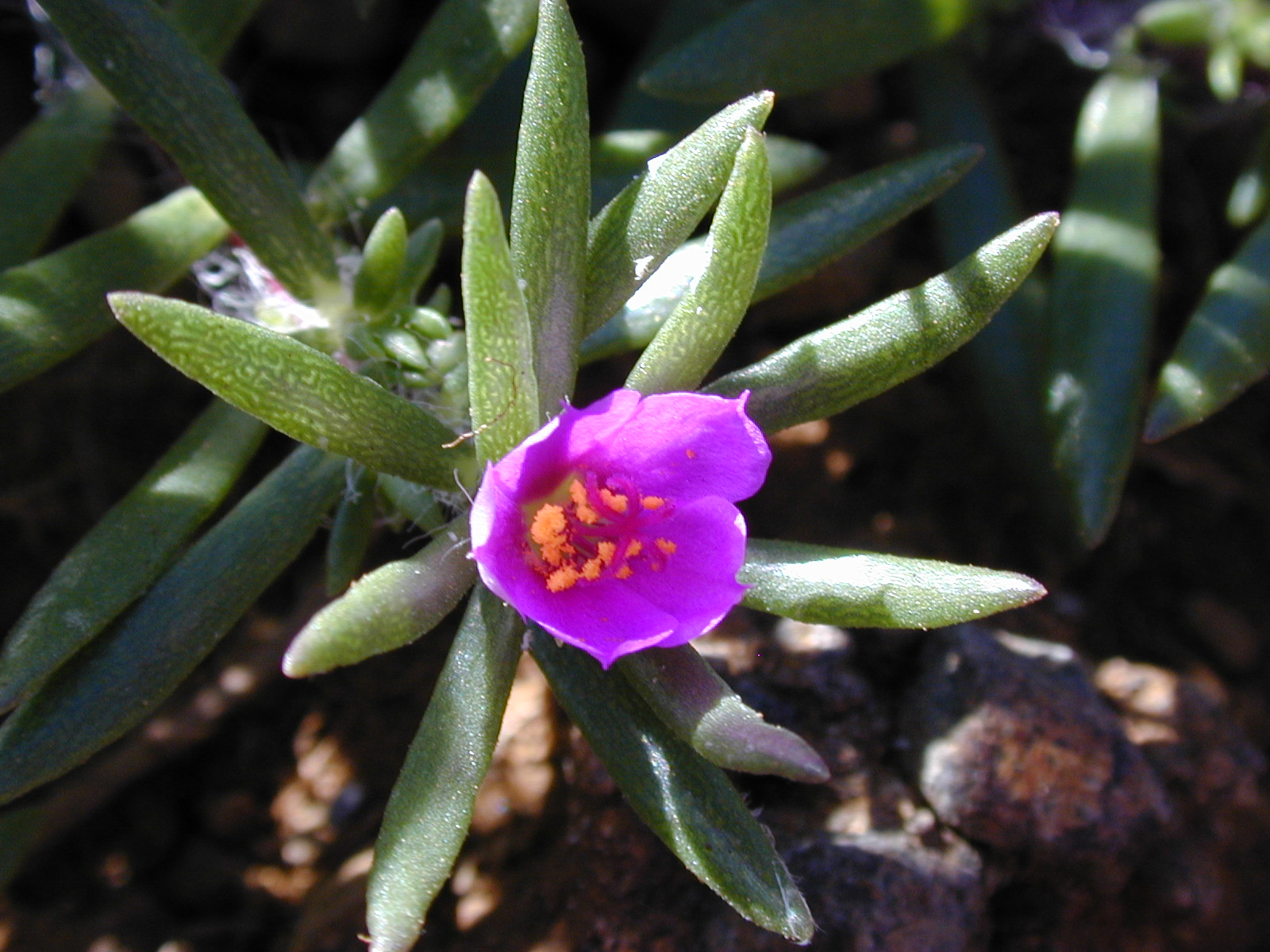
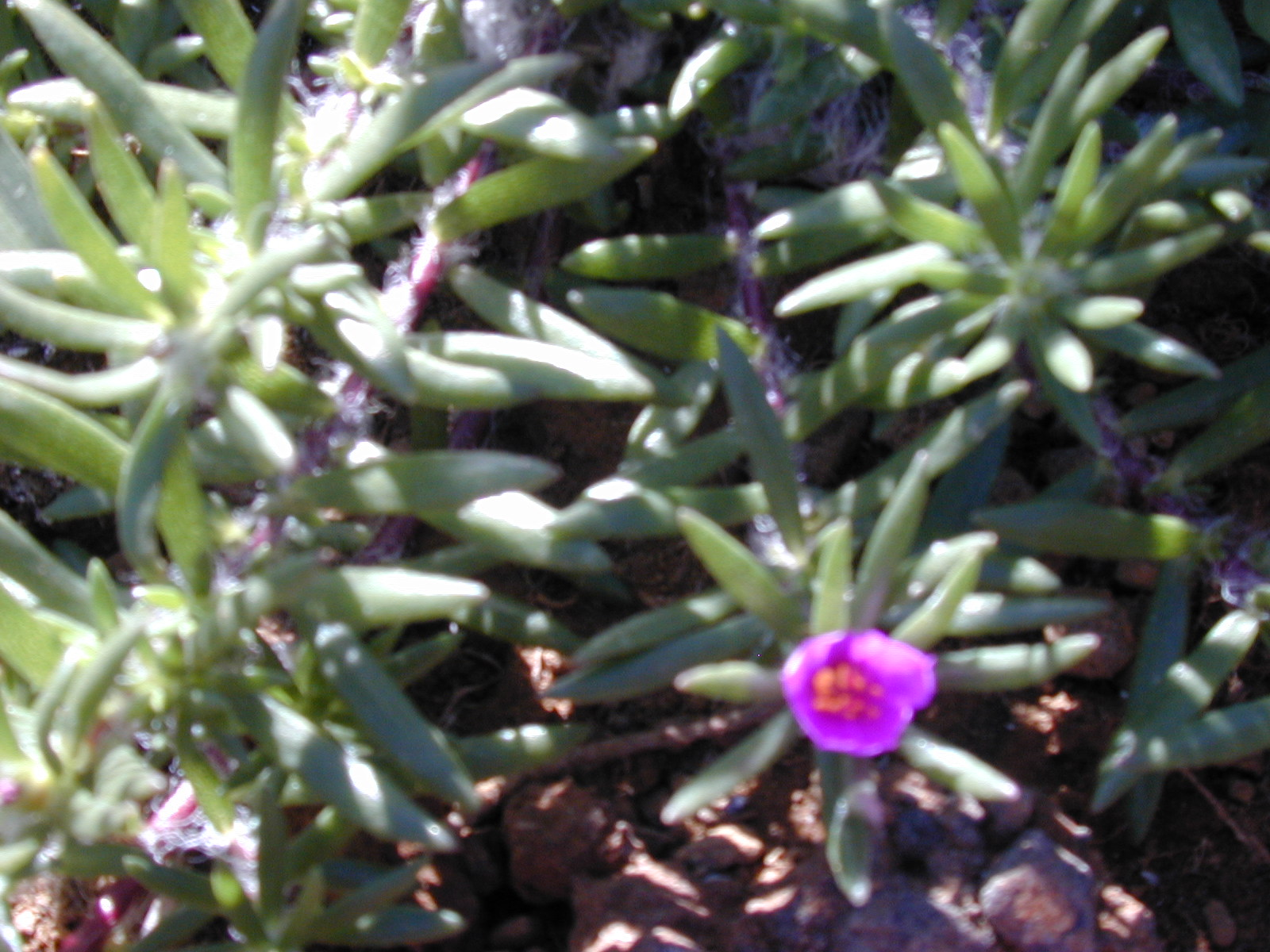
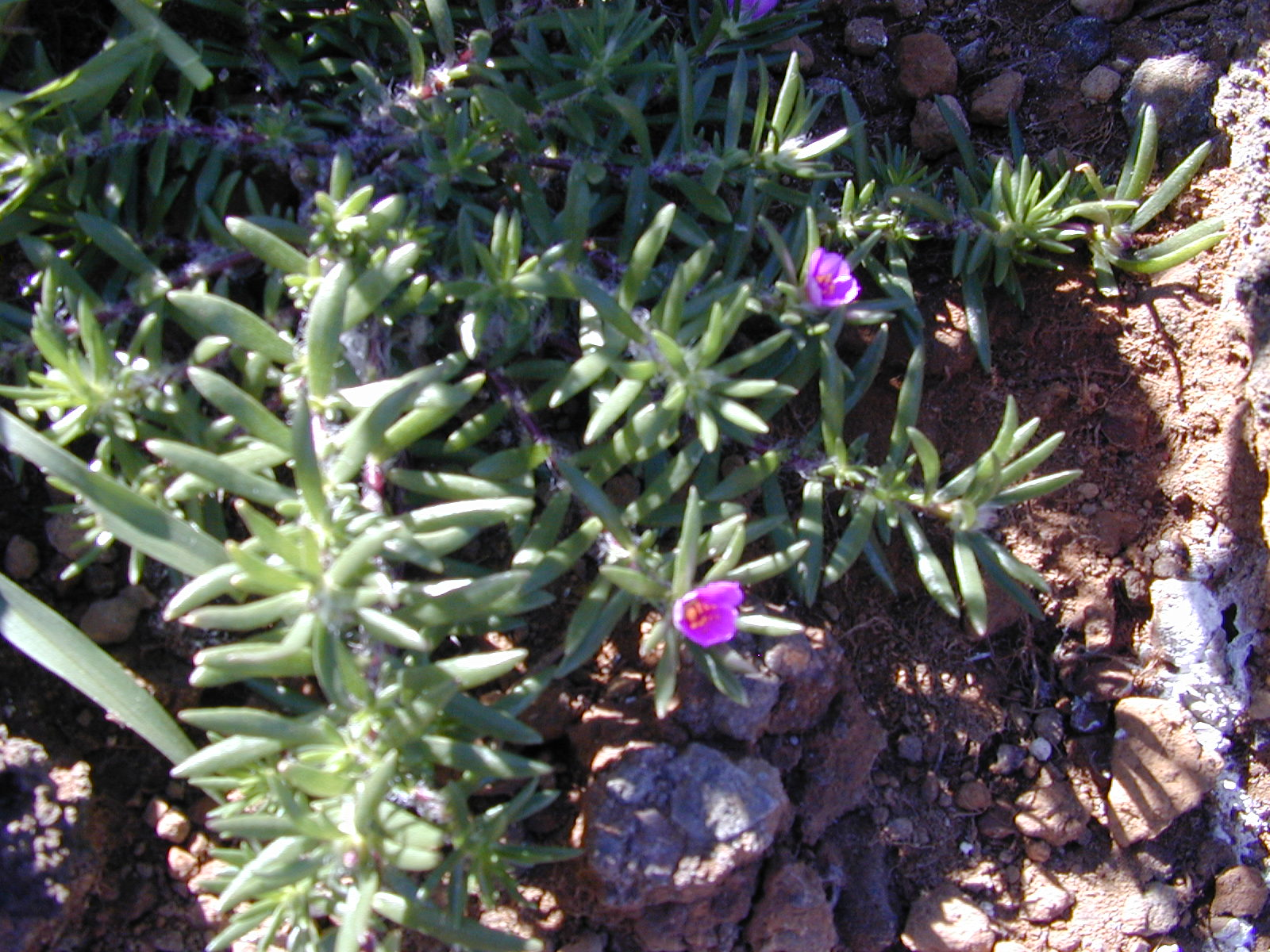
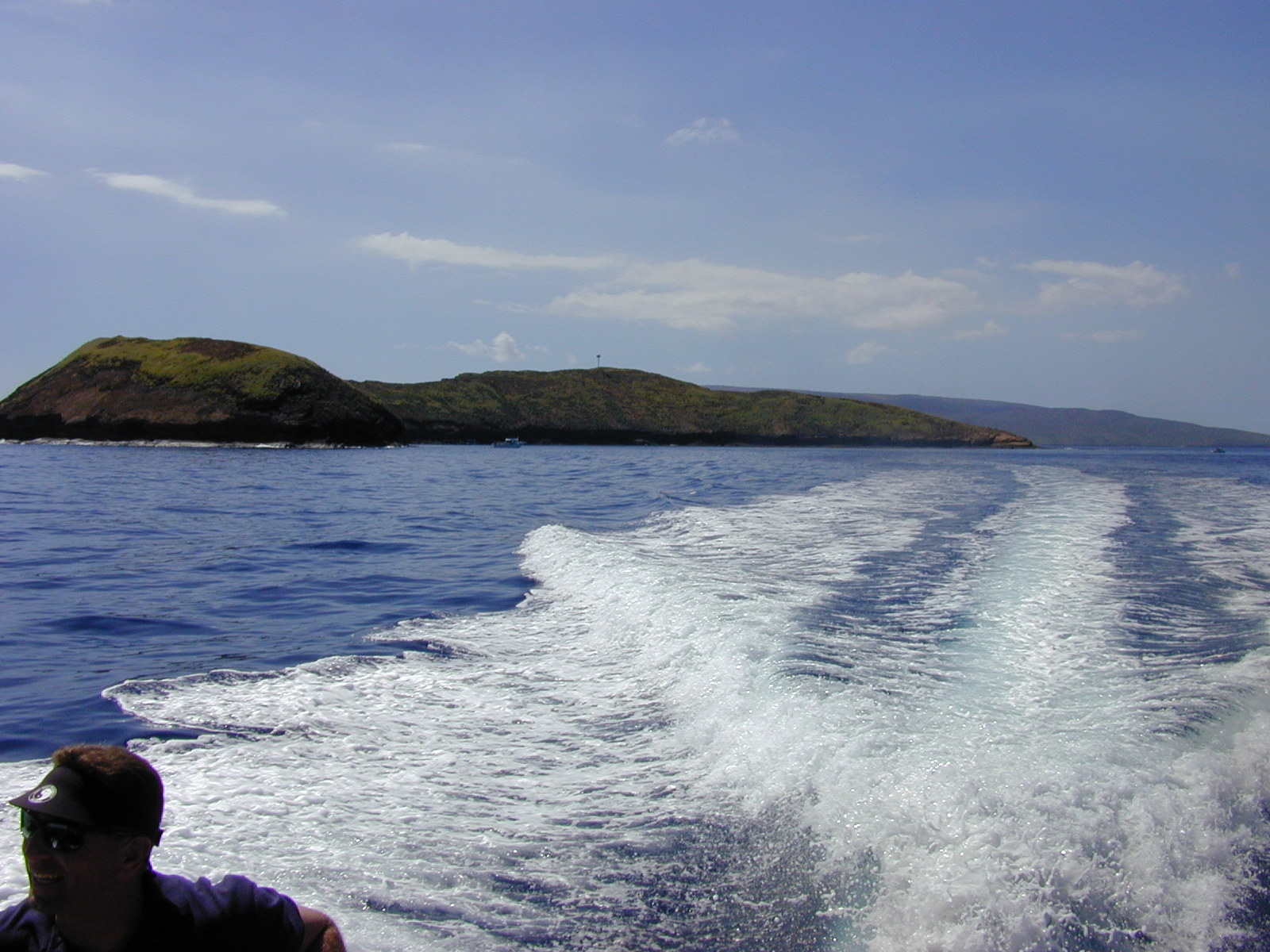
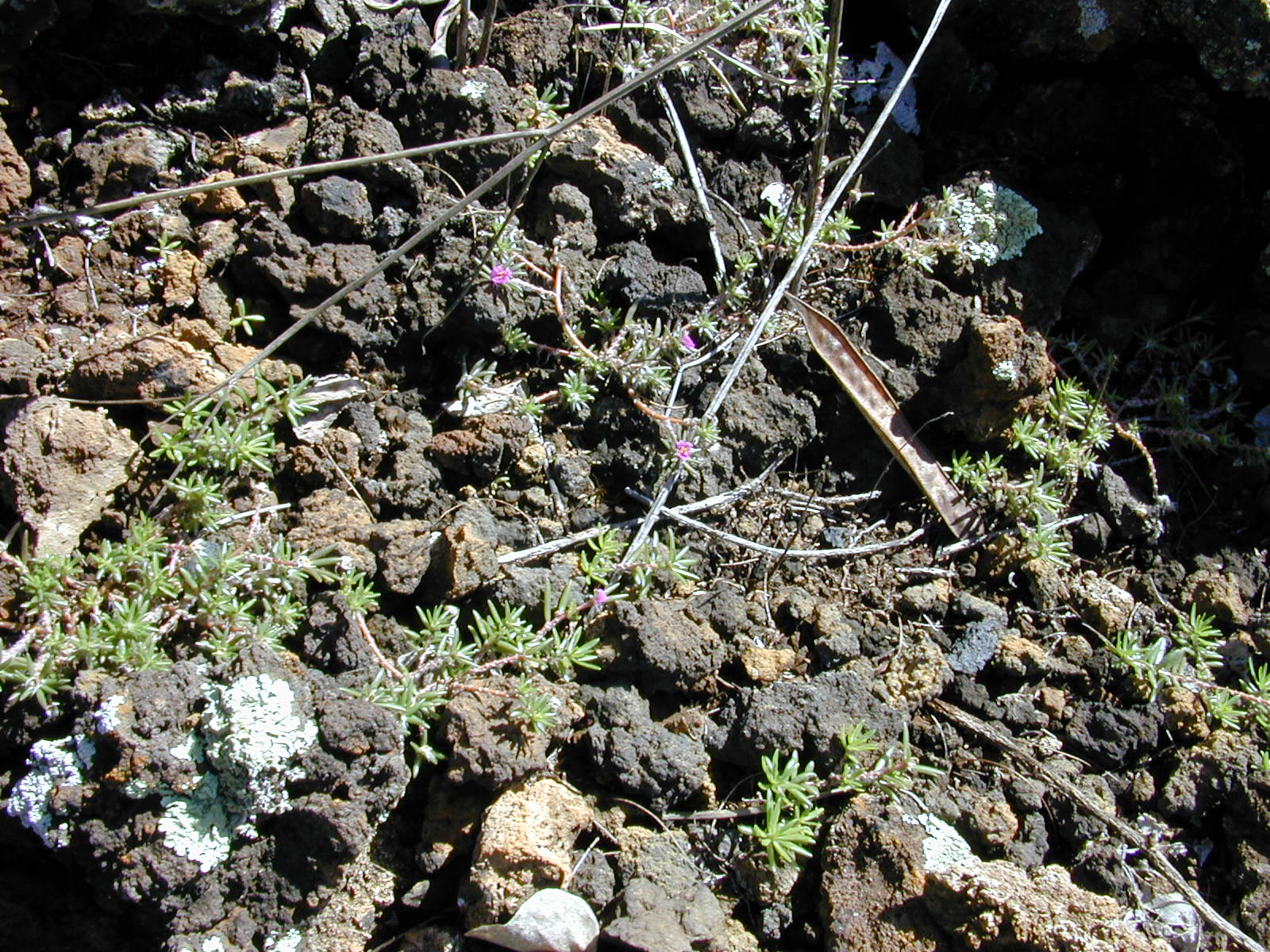
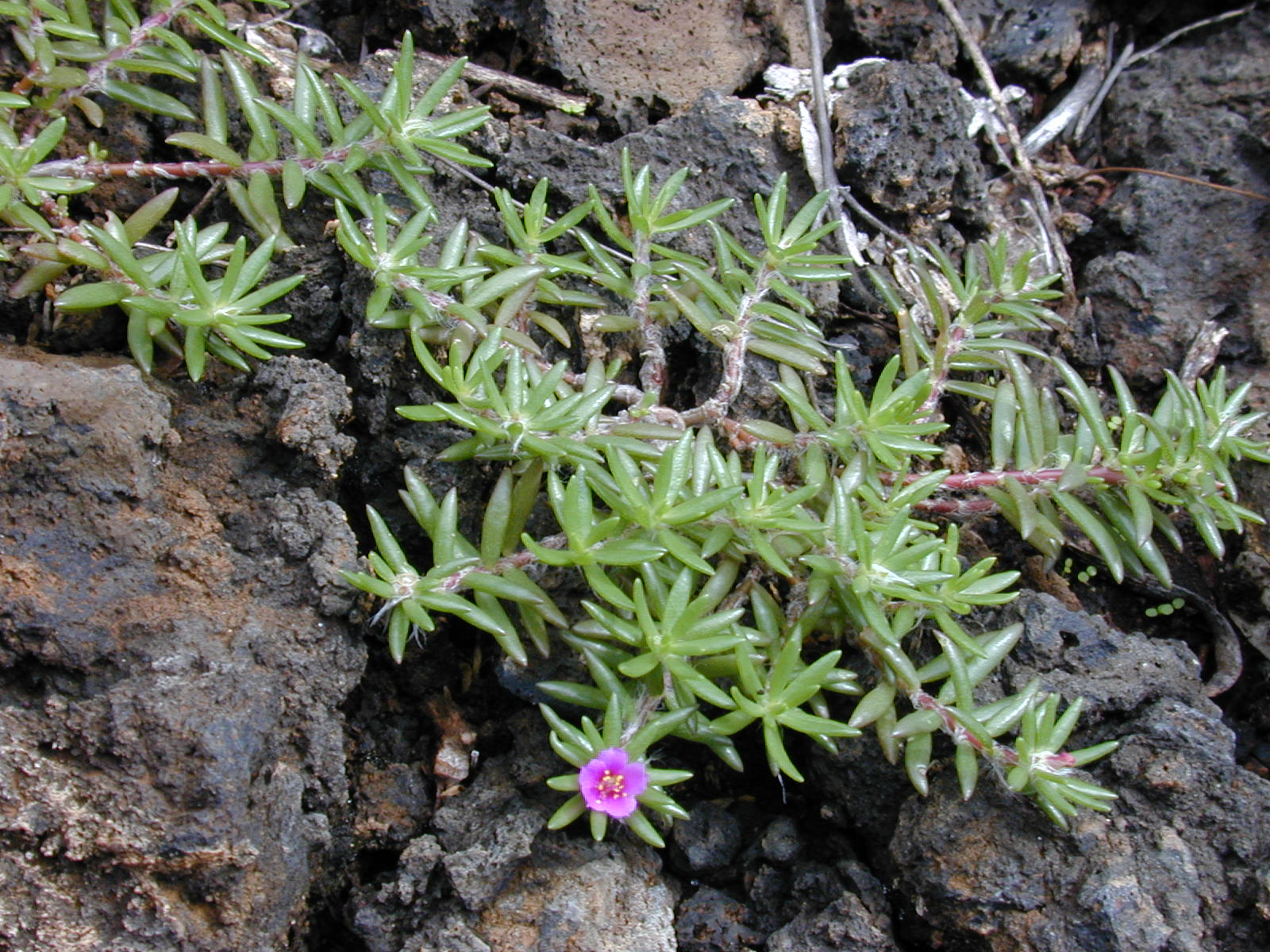